# Vergers fleurissants
Vergers fleurissants est une série de peintures réalisées par Vincent van Gogh entre 1888 et 1890. Le thème de la nature, et plus précisément des vergers en fleurs, a été un sujet que Van Gogh a abordé à plusieurs reprises dans son œuvre.
Il a notamment réalisé trois triptyques sur ce thème.

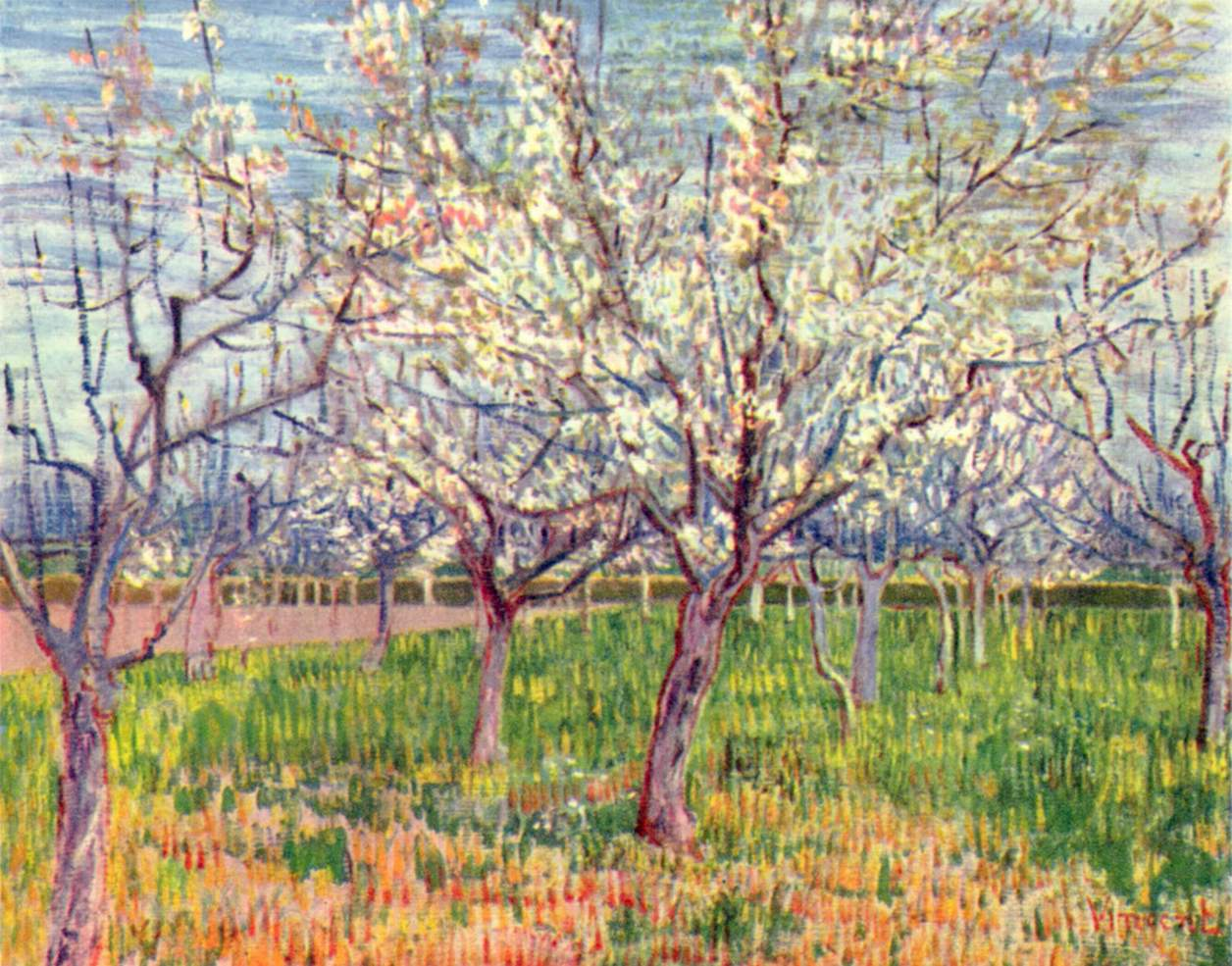
Verger fleurissant, 1888 64,5 × 80,5 cm Musée Van Gogh
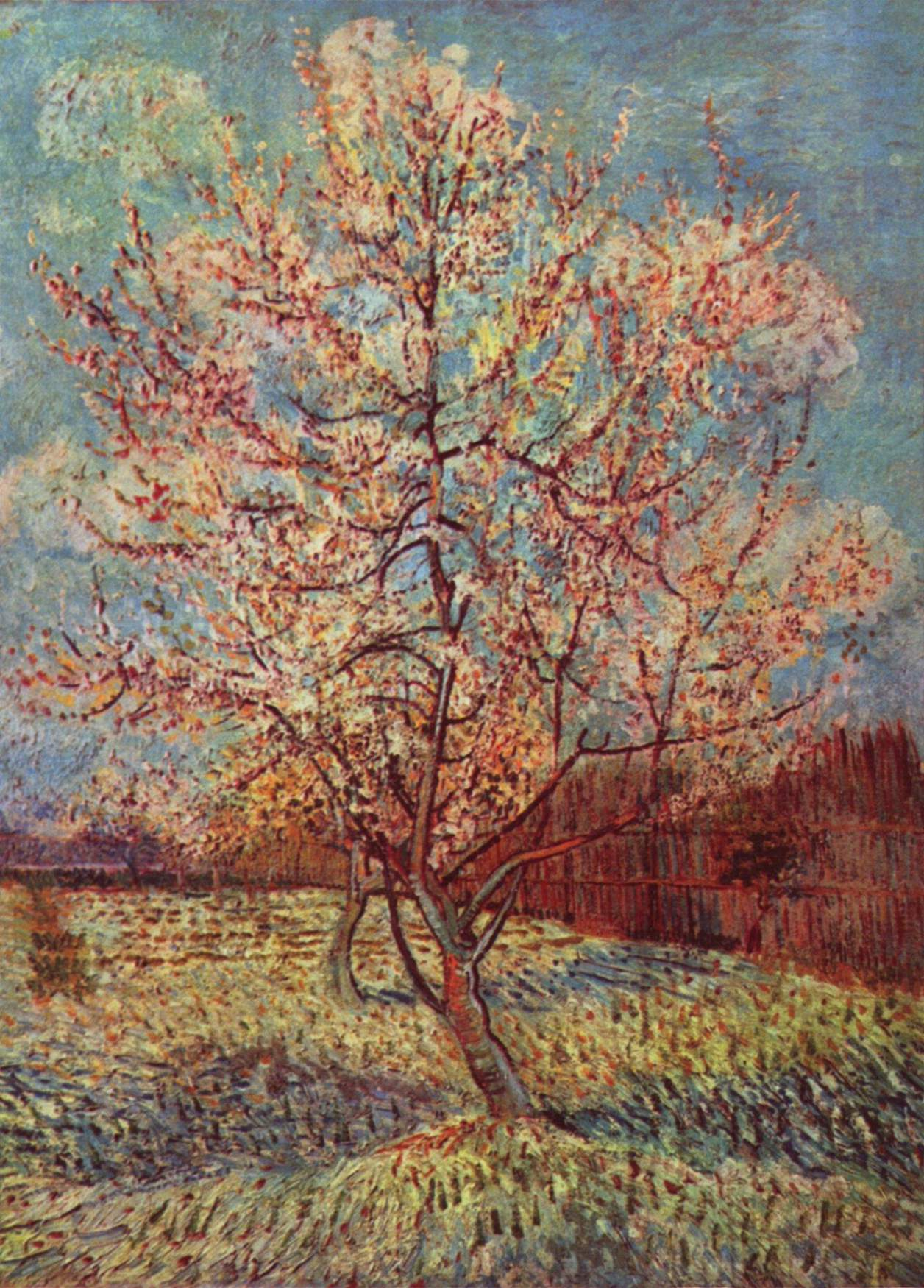
Pêcher en fleur, 1888 73 × 59,5 cm Rijksmuseum
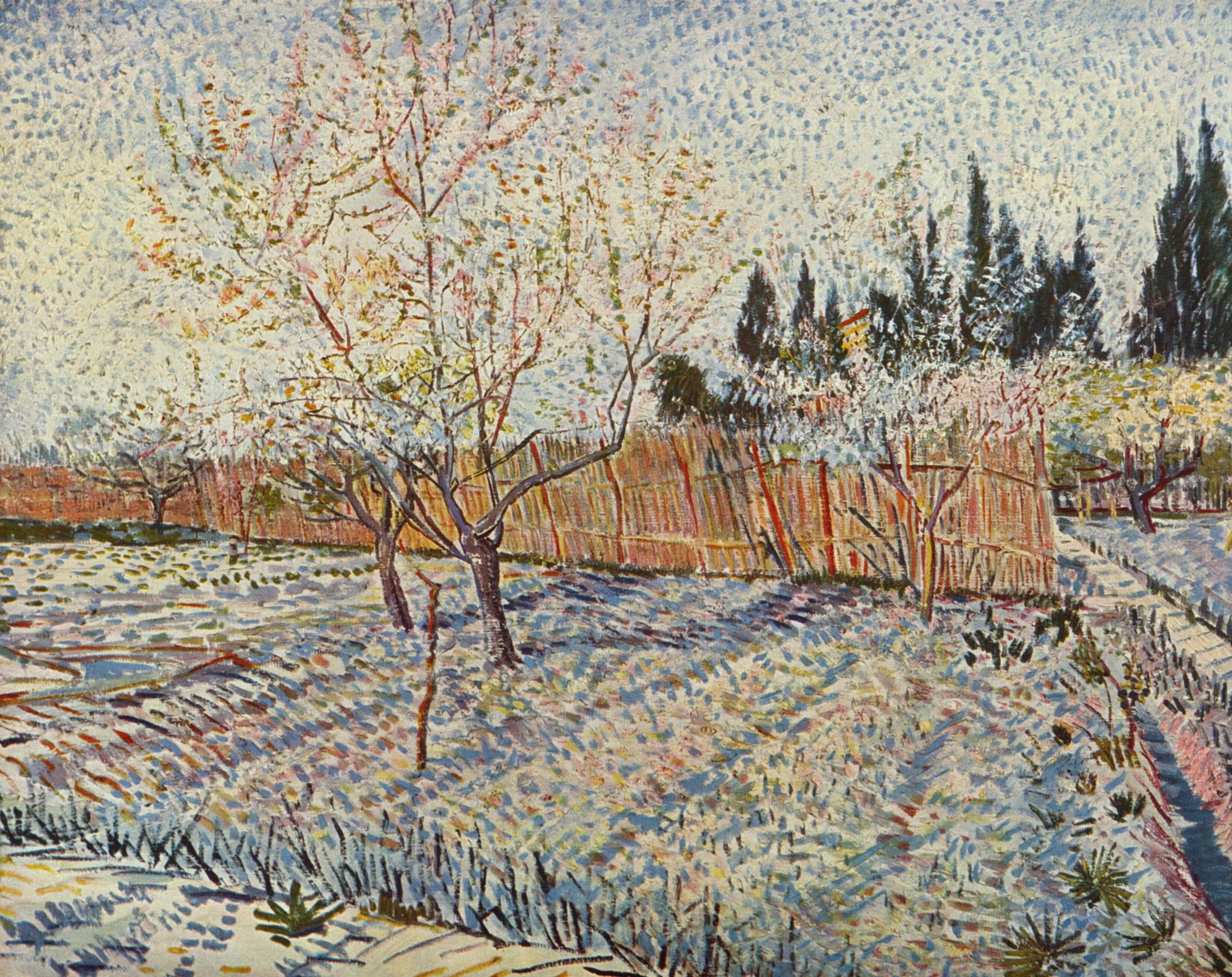
Verger avec cyprès, 1888 64,8 × 80,8 cm Collection privée, New York

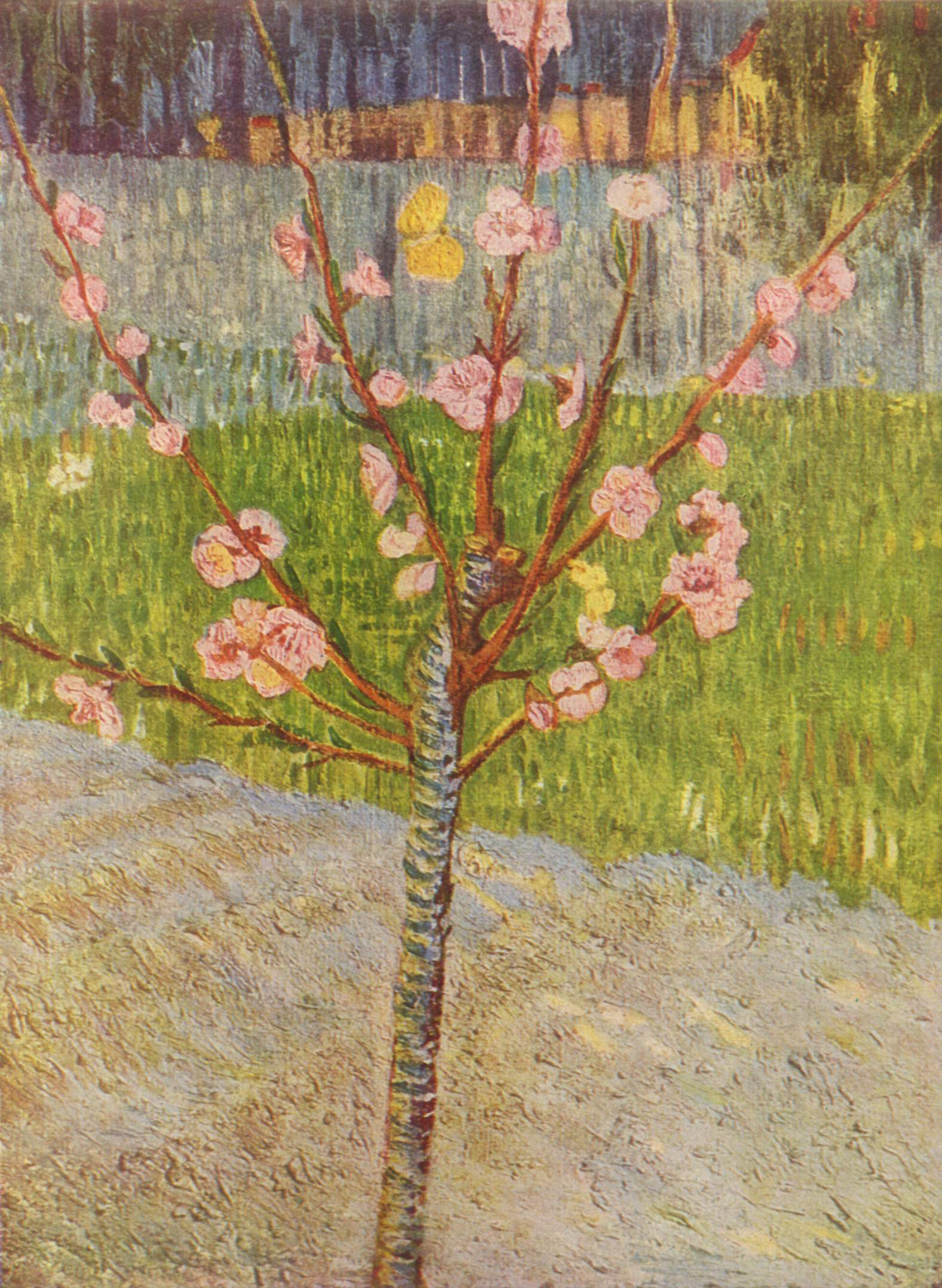
Pêcher en fleur, 1888 Musée Van Gogh
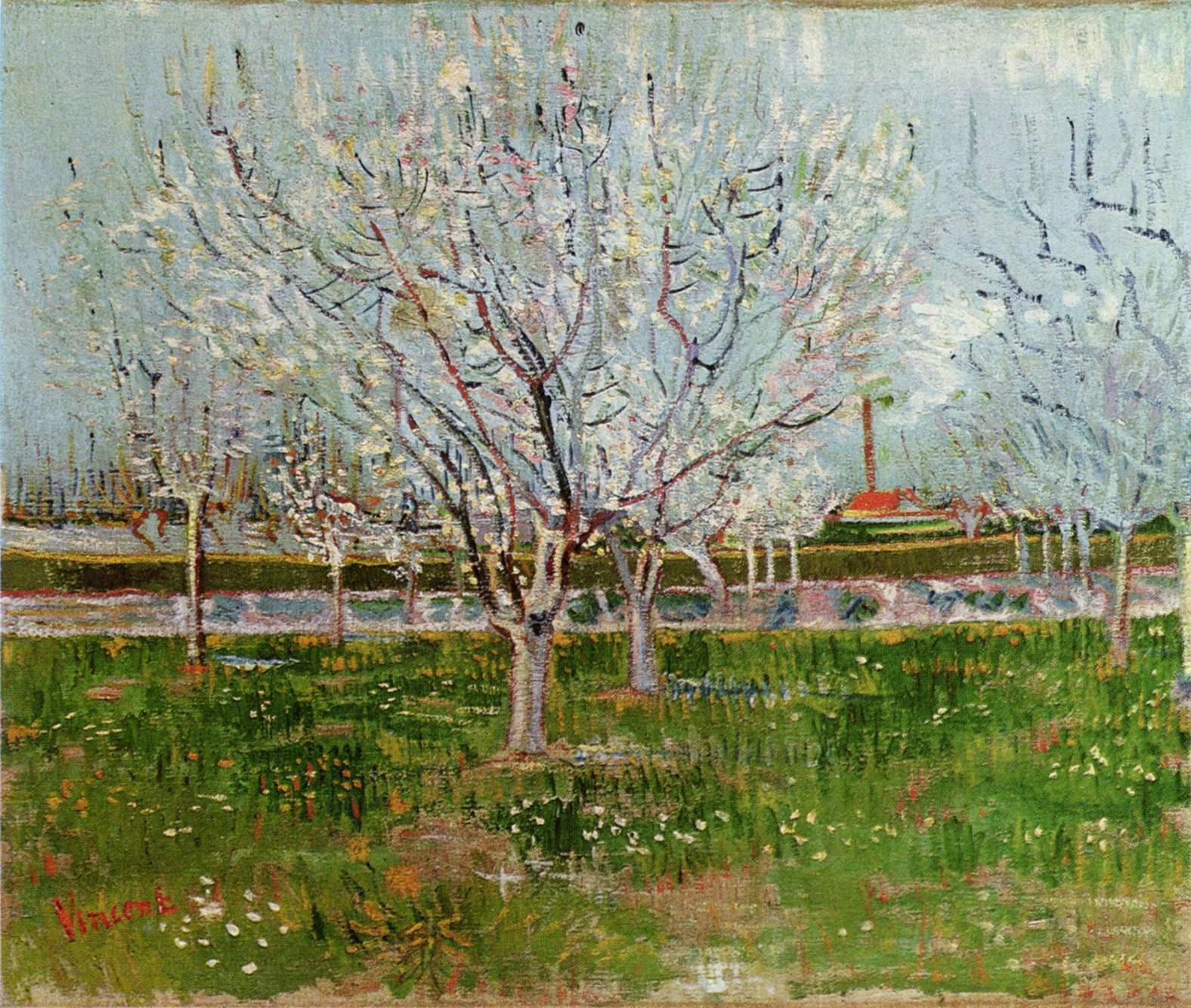
Verger fleurissant, 1888 53 × 64 cm National Gallery d'Edimbourg
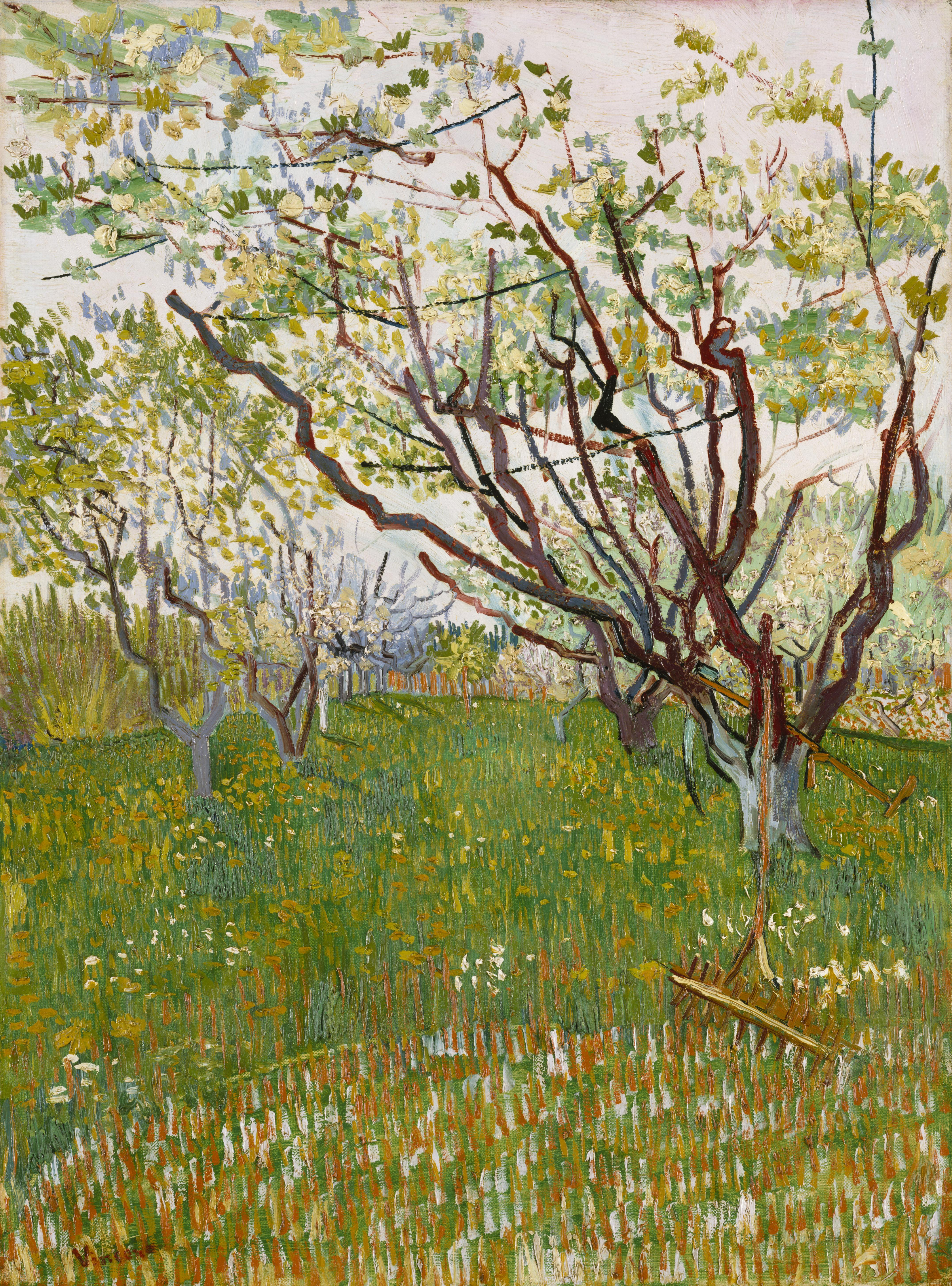
Cerisier en fleur, 1888 72,4 × 53,3 cm Metropolitan Museum of Art